# Beniafé
Beniafé és un poble dins del terme municipal d'Alcoleja, a la comarca valenciana del Comtat. Està ubicat a 754 m d'altitud, a la riba dreta del Riu Frainós.
Antiga alqueria islàmica, després de la conquesta cristiana va romandre com a lloc de moriscos. En el moment de l'expulsió, el 1609, tenia 10 famílies. Formava part de la parròquia de Penàguila, fins que el 1574 va passar a dependre d'Alcoleja.
Com a lloc d'interés, hi destaca l'Ermita de la Mare de Déu dels Desamparats, del segle xviii.